# Poincaré-afbeelding

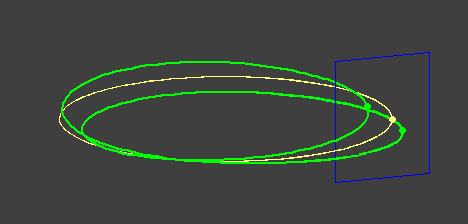
Gebruik van een Poincaré-afbeelding bij het beschrijven van periodeverdubbeling.

Met behulp van de Poincaré-afbeelding onderzoekt men de (stabiliteit van) oplossingen van een dynamisch systeem.
De Poincaré-afbeelding is onderdeel van de bifurcatietheorie (ook wel systeemtheorie of chaostheorie). Deze afbeelding is vernoemd naar zijn bedenker, de Fransman Henri Poincaré  (1854-1912).
De Poincaré-afbeelding wordt gemaakt door oplossingen van een systeem te volgen in de toestandsruimte en te kijken naar opeenvolgende snijpunten met een (bijvoorbeeld 2-dimensionale) deelruimte. De Poincaré-afbeelding zelf is een functie die ieder snijpunt afbeeldt op het volgende.

## Stabiele limietcykel
Wanneer deze opeenvolgende snijpunten samenvallen (dat wil zeggen het punt wordt afgebeeld op zichzelf), is de bijhorende oplossing periodiek. Het systeem vertoont dan een oscillatie. Men noemt dit een stationair punt. De bijbehorende periodieke oplossing vormt een limietcykel. Wanneer de limietcykel stabiel is, worden punten in de omgeving van dit stationaire punt steeds dichter bij dit stationaire punt afgebeeld.

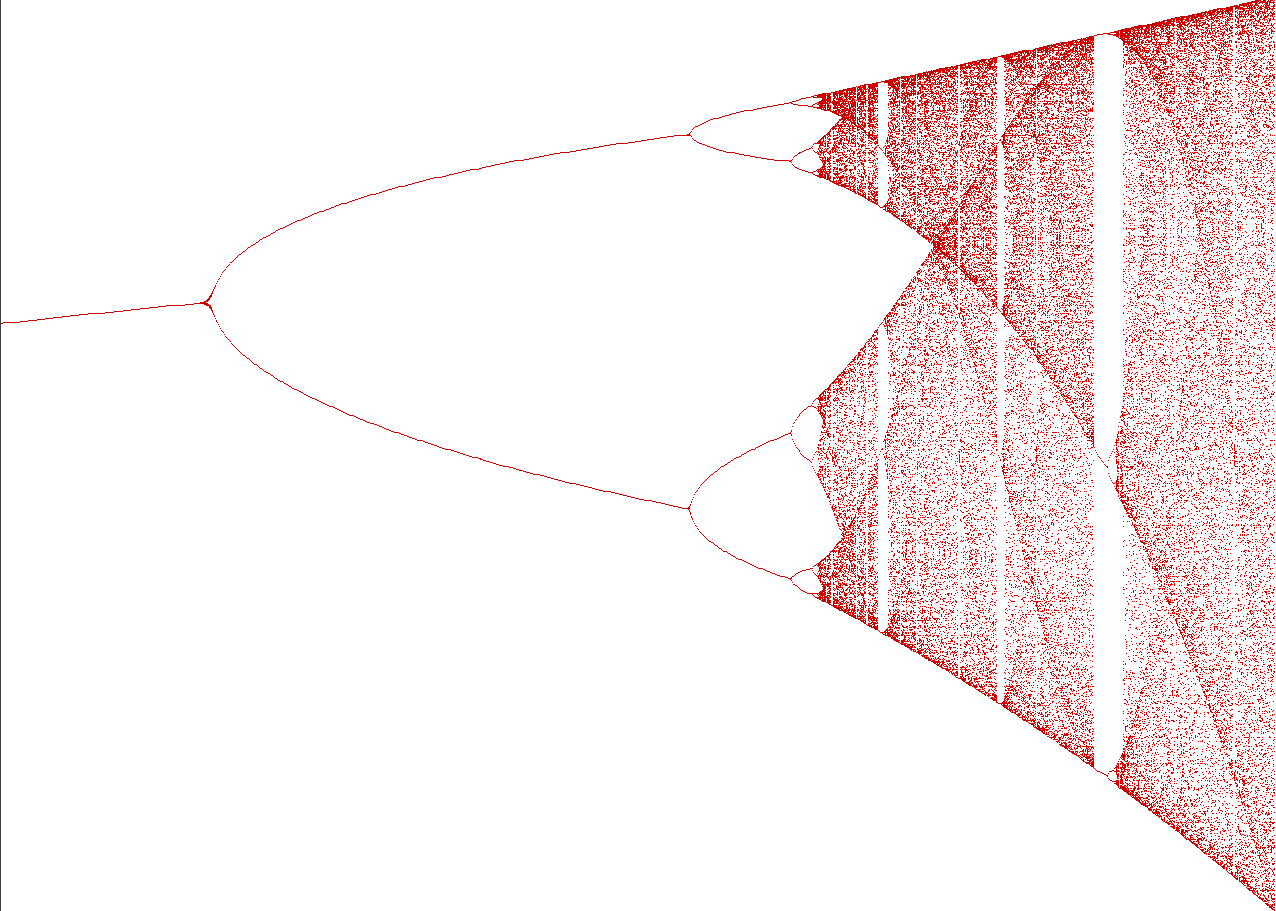
Bifurcatiediagram van de logistische vergelijking x→x(r-x) met periodeverdubbelingen voor r = 2.0, 2.45, 2.55, etc.

## Complexe limietcykel
Wanneer een limietcykel zijn stabiliteit verliest, ontstaat door middel van periodeverdubbeling een complexere limietcykel die de deelruimte twee maal snijdt. Door opeenhoping van dergelijke periodeverdubbelingen kan de complexiteit van een oplossing steeds verder toenemen. De doorsnede vertoont dan steeds meer snijpunten. Het duurt dan ook steeds langer voordat het systeem zichzelf gaat herhalen. Uiteindelijk ontstaat op deze manier chaos. Men kan dit ontstaan volgen door middel van de snijpunten. De Poincaré-afbeelding van een chaotisch systeem vormt een fractal.
Het proces van periodeverdubbelingen en het ontstaan van chaos kan men ook bestuderen met behulp van alleen de Poincaré-afbeelding. Het toenemend aantal snijpunten van de periodieke oplossing illustreert dan het proces.